# نهائي كأس الاتحاد الآسيوي 2024
نهائي كأس الاتحاد الآسيوي 2024 كان المباراة النهائية لكأس الاتحاد الآسيوي 2023–24، النسخة التاسعة عشرة من كأس الاتحاد الآسيوي، بطولة كرة القدم الثانوية للأندية في آسيا التي ينظمها الاتحاد الآسيوي لكرة القدم (AFC)، والنسخة الأخيرة تحت عنوان كأس الاتحاد الآسيوي، حيث تم تجديد المسابقة تحت اسم دوري أبطال آسيا الثاني بدءًا من 2024–25.  أقيمت المباراة النهائية من مباراة واحدة بين نادي العهد اللبناني ونادي سنترال كوست مارينرز الأسترالي. أقيمت المباراة على مجمع السلطان قابوس الرياضي في مسقط يوم 5 مايو 2024.
فاز فريق سنترال كوست مارينرز في المباراة النهائية بنتيجة 1–0 ليتوج بلقبه الأول ويصبح أول ناد أسترالي يفوز بالمسابقة. وبفوزها بالبطولة أيضًا، أصبحت أستراليا الدولة الأولى والوحيدة في الاتحاد الآسيوي لكرة القدم التي تمتلك أندية تفوز بدوري أبطال آسيا وكأس الاتحاد الآسيوي، بعد فوز ويسترن سيدني واندررز بدوري أبطال آسيا 2014. وكانت هذه أيضًا المرة الثالثة والأخيرة التي يفوز فيها نادٍ من خارج غرب آسيا بالبطولة.

## الخلفية
كان هذا هو اللقاء الأول بين سنترال كوست مارينرز والعهد. بالنسبة لنادي سنترال كوست مارينرز، كان هذا أول ظهور لهم في نهائي كأس الاتحاد الآسيوي لكرة القدم في تاريخ النادي تحت قيادة مارك جاكسون. كان فريق مارينرز يتنافس للفوز بأول كأس قارية له واستكمال الثلاثية بعد حصوله على لقب الدوري [الإنجليزية] وسلسلة المباريات النهائية [الإنجليزية] بعد المباراة النهائية. في ذلك الوقت، لم يتمكن أي نادٍ أسترالي [الإنجليزية] من الفوز بثلاثة ألقاب في موسم واحد أو لقب كأس الاتحاد الآسيوي. في المقابل، كانت هذه هي المشاركة الثانية للعهد في نهائي كأس الاتحاد الآسيوي، بعد فوزه 1–0 في عام 2019 ضد 25 أبريل على ملعب كوالالمبور، وهو اللقب القاري الأول للنادي وكرة القدم اللبنانية. كان من المقرر أن تكون المباراة النهائية هي النسخة الأخيرة من كأس الاتحاد الآسيوي قبل إعادة تنظيمها إلى دوري أبطال آسيا الدرجة الثانية في الموسم التالي.
| الفريق              | المنطقة        | المشاركات السابقة في النهائيات (يشير الخط العريض إلى الفائزين) |
| ------------------- | -------------- | -------------------------------------------------------------- |
| العهد               | منطقة غرب آسيا | 1 (2019)                                                       |
| سنترال كوست مارينرز | منطقة الآسيان  | لا أحد                                                         |

## المكان

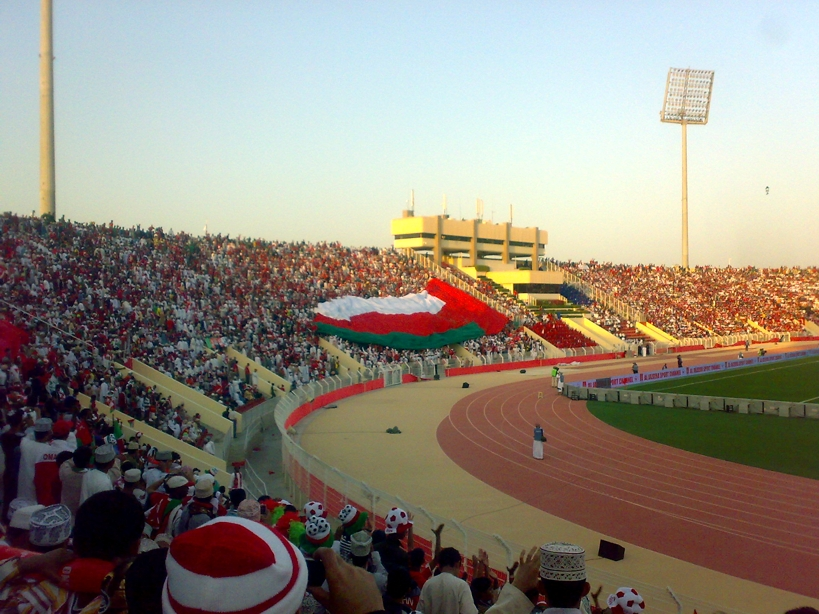
استضاف مجمع السلطان قابوس الرياضي في مسقط بسلطنة عمان المباراة.

وكان من المقرر في البداية أن تقام المباراة على ملعب مدينة كميل شمعون الرياضية في بيروت، لبنان. ومع ذلك، وبسبب أزمة السيولة اللبنانية المستمرة، إلى جانب المخاوف بشأن حرب غزة، تم لعب المباراة بدلاً من ذلك على أرض محايدة في مجمع السلطان قابوس الرياضي في مسقط، عُمان، كملعب رئيسي للجانب اللبناني.

## الطريق إلى النهائي
ملحوظة: في جميع النتائج أدناه، يتم إعطاء نتيجة المتأهل للنهائي أولاً (د: داخل أرضه؛ خ: خارج أرضه).
| العهد                        | العهد                        | العهد                        | العهد                        | الجولة                          | سنترال كوست مارينرز          | سنترال كوست مارينرز          | سنترال كوست مارينرز          | سنترال كوست مارينرز          |
| ---------------------------- | ---------------------------- | ---------------------------- | ---------------------------- | ------------------------------- | ---------------------------- | ---------------------------- | ---------------------------- | ---------------------------- |
| الخصم                        | النتيجة                      | النتيجة                      | النتيجة                      | مرحلة المجموعات [الإنجليزية]    | الخصم                        | النتيجة                      | النتيجة                      | النتيجة                      |
| النهضة                       | 2–1 (د)                      | 2–1 (د)                      | 2–1 (د)                      | الجولة 1                        | ترغكانو                      | 0–1 (خ)                      | 0–1 (خ)                      | 0–1 (خ)                      |
| الفتوة                       | 0–1 (خ)                      | 0–1 (خ)                      | 0–1 (خ)                      | الجولة 2                        | ستاليون لاجونا [الإنجليزية]  | 9–1 (د)                      | 9–1 (د)                      | 9–1 (د)                      |
| جبل المكبر                   | أُلغي [الإنجليزية] (د)        | أُلغي [الإنجليزية] (د)        | أُلغي [الإنجليزية] (د)        | الجولة 3                        | بالي يونايتد                 | 6–3 (د)                      | 6–3 (د)                      | 6–3 (د)                      |
| جبل المكبر                   | أُلغي [الإنجليزية] (خ)        | أُلغي [الإنجليزية] (خ)        | أُلغي [الإنجليزية] (خ)        | الجولة 4                        | بالي يونايتد                 | 2–1 (خ)                      | 2–1 (خ)                      | 2–1 (خ)                      |
| النهضة                       | 1–2 (خ)                      | 1–2 (خ)                      | 1–2 (خ)                      | الجولة 5                        | ترغكانو                      | 1–1 (د)                      | 1–1 (د)                      | 1–1 (د)                      |
| الفتوة                       | 2–1 (د)                      | 2–1 (د)                      | 2–1 (د)                      | الجولة 6                        | ستاليون لاجونا [الإنجليزية]  | 3–0 (خ)                      | 3–0 (خ)                      | 3–0 (خ)                      |
| وصيف المجموعة أ [الإنجليزية] | وصيف المجموعة أ [الإنجليزية] | وصيف المجموعة أ [الإنجليزية] | وصيف المجموعة أ [الإنجليزية] | الترتيب النهائي                 | فائز المجموعة ز [الإنجليزية] | فائز المجموعة ز [الإنجليزية] | فائز المجموعة ز [الإنجليزية] | فائز المجموعة ز [الإنجليزية] |
| الخصم                        | المجموع                      | الذهاب                       | الإياب                       | مرحلة خروج المغلوب [الإنجليزية] | الخصم                        | المجموع                      | الذهاب                       | الإياب                       |
| الكهرباء                     | 1–1 (ب.و.إ.) (4–2 ج.)        | 0–1 (د)                      | 1–0 (خ)                      | نصف النهائي الإقليمي            | بنوم بنه كراون               | 4–0 (د)                      | —                            | —                            |
| النهضة                       | 3–2                          | 1–0 (د)                      | 2–2 (خ)                      | النهائي الإقليمي                | ماكارثر                      | 3–2 (ب.و.إ.) (خ)             | —                            | —                            |
| —                            | —                            | —                            | —                            | نصف نهائي التصفيات بين المناطق  | أوديشا                       | 4–0                          | 4–0 (د)                      | 0–0 (خ)                      |
| —                            | —                            | —                            | —                            | نهائيات التصفيات بين المناطق    | عبديش-أتا كانت [الإنجليزية]  | 4–1                          | 1–1 (خ)                      | 3–0 (د)                      |

## الشكل
أقيمت المباراة النهائية من مباراة واحدة، حيث تناوب الفريق المضيف (الفائز في نهائي منطقة غرب آسيا) على خوض النهائي من الموسم السابق.
إذا انتهت المباراة بالتعادل بعد الوقت الأصلي، فسيتم تحديد الفريق الفائز بالوقت الإضافي، وإذا لزم الأمر، ركلات الترجيح.

## المباراة

### التفاصيل
| نادي العهد | 0–1   | سنترال كوست مارينرز |
| ---------- | ----- | ------------------- |
|            | تقرير | - آلو كول 84'       |

| العهد | سنترال كوست مارينرز |

| GK        | 95 | مصطفى مطر                   |       |     |
| RB        | 6  | حسين علي زين (ق)            | 75'   | 83' |
| CB        | 18 | جورج ملكي                   | 90+7' |     |
| CB        | 5  | خليل خميس                   |       |     |
| LB        | 2  | ضياء الحق محمد [الإنجليزية] |       |     |
| RM        | 10 | محمد حيدر                   |       | 60' |
| CM        | 22 | وليد شور                    | 81'   |     |
| CM        | 12 | حسن سرور                    |       |     |
| LM        | 21 | محمد المرمور                |       | 88' |
| CF        | 99 | محمد الحلّاق [الإنجليزية]    |       |     |
| CF        | 9  | لي إرفين                    |       |     |
| البدلاء:  |    |                             |       |     |
| GK        | 1  | شريف عزقي [الإنجليزية]      |       |     |
| GK        | 13 | شاكر وهبي [الإنجليزية]      |       |     |
| MF        | 7  | علي الحاج                   |       | 60' |
| DF        | 8  | حسين دقيق                   |       |     |
| MF        | 11 | كريم درويش                  |       | 88' |
| FW        | 20 | كريم فاضل [الإنجليزية]      |       |     |
| MF        | 24 | حسن فرحات [الإنجليزية]      |       |     |
| FW        | 71 | زين فران                    |       |     |
| DF        | 23 | علي حديد [الإنجليزية]       |       |     |
| DF        | 4  | نور منصور                   |       | 83' |
| MF        | 30 | محمود زبيب [الإنجليزية]     |       |     |
| MF        | 91 | كريم أبو زيد                |       |     |
| المدرب:   |    |                             |       |     |
| رأفت محمد |    |                             |       |     |

| GK                         | 20 | داني فوكوفيتش (ق)             |     |
| RB                         | 2  | ميكائيل دوكا [الإنجليزية]     |     |
| CB                         | 23 | دان هول [الإنجليزية]          |     |
| CB                         | 3  | برايان كالتاك                 |     |
| LB                         | 18 | جيكوب فاريل [الإنجليزية]      |     |
| RM                         | 39 | ميغيل دي بيتسيو [الإنجليزية]  | 66' |
| CM                         | 6  | ماكس بالارد [الإنجليزية]      |     |
| CM                         | 26 | براد تاب [الإنجليزية]         | 89' |
| LM                         | 7  | كريستيان ثيوهاروس             | 46' |
| CF                         | 99 | ريان إدموندسون                | 64' |
| CF                         | 4  | جوش نيسبيت [الإنجليزية]       |     |
| البدلاء:                   |    |                               |     |
| GK                         | 30 | جاك وارشاوسكي [الإنجليزية]    |     |
| FW                         | 37 | بايلي براندتمان [الإنجليزية]  |     |
| FW                         | 9  | آلو كول                       | 64' |
| DF                         | 33 | ناثان بول                     |     |
| FW                         | 17 | جينغ ريك [الإنجليزية]         |     |
| FW                         | 22 | رونالد بارسيلوس [الإنجليزية]  | 46' |
| DF                         | 15 | ستورم رو                      | 66' |
| MF                         | 16 | هاري ستيل [الإنجليزية]        | 89' |
| FW                         | 14 | ديلان وينزل-هولز [الإنجليزية] |     |
| MF                         | 28 | ويليام ويلسون [الإنجليزية]    |     |
| المدرب:                    |    |                               |     |
| مارك جاكسون (لاعب كرة قدم) |    |                               |     |

| الحكام المساعدين: محمد الحمادي (الإمارات العربية المتحدة) جاسم العلي (الإمارات العربية المتحدة) الحكم الرابع: سلطان الحمادي (الإمارات العربية المتحدة) مساعد حكم احتياطي: عبد الله المري (قطر) حكام الفيديو المساعدون: عادل النقبي (الإمارات العربية المتحدة) يحيى الملا (الإمارات العربية المتحدة) |

### الإحصائيات
| الإحصائية          | العهد | سنترال كوست |
| ------------------ | ----- | ----------- |
| الأهداف المسجلة    | 0     | 1           |
| إجمالي التسديدات   | 6     | 10          |
| تسديدات على المرمى | 2     | 4           |
| البطاقات الصفراء   | 3     | 0           |
| البطاقات الحمراء   | 0     | 0           |

## وصلات خارجية
- AFC Cup
, the–AFC.com
- AFC Cup 2024, stats.the–AFC.com